# 君士坦丁二世 (喬治亞)
君士坦丁二世（喬治亞語：კონსტანტინე II，約1447年—1505年）是一位喬治亞國王，德米特里三世之子，1478年至1505年在位。
1478年巴格拉特六世去世，君士坦丁奪取王位成為喬治亞國王。喬治亞王國此時已接近崩潰，巴格拉特六世之子亞歷山大二世控制西部的伊梅雷蒂，東部的卡赫蒂則由吉奧爾基八世之子亞歷山大一世把持，君士坦丁僅能控制中部的卡尔特利王国。1488年白羊王朝的入侵進一步削弱他的實力。1490年至1493年間，君士坦丁被迫承認兩位堂兄弟的獨立地位。自此喬治亞徹底一分為三。

## 子嗣
1. 大衛十世（英语：David X of Kartli）
2. 喬治九世（英语：George IX of Kartli）
3. 巴格拉特，他的曾孫瓦赫坦五世（英语：Vakhtang V of Kartli）於1658年登上王位
4. 亞歷山大
5. 麥基洗德